# Reuben Gabriel
Reuben Shalu Gabriel (* 25. September 1990 in Kaduna) ist ein ehemaliger nigerianischer Fußballspieler.

## Sportlicher Werdegang
Gabriel begann seine Karriere in Nigeria bei Kaduna United, mit dem der Defensivspezialist in die Nigeria Professional Football League aufstieg. 2009 wechselte er zum Ligakonkurrenten Enyimba FC, mit dem er am Ende der Spielzeit 2009/10 unter Trainer Okey Emordi den nationalen Meistertitel gewann. Damit spielte er sich auch in den Kreis der nigerianischen Nationalmannschaft, für die er im März 2010 bei einem 5:2-Erfolg über die Nationalmannschaft der Demokratischen Republik Kongo debütierte. 2011 zog er zu den Kano Pillars weiter, wo er 2012 erneut den Meistertitel holte.
Anfang 2013 wechselte Gabriel im Anschluss an den Afrika-Cup 2013, wo er ohne eigene Einsatzminute den Titel gewann, ins Ausland und schloss sich dem schottischen Klub FC Kilmarnock an, im Januar 2014 zog er nach Belgien zu Waasland-Beveren weiter. Im Sommer gehörte er Stephen Keshis Kader für die WM-Endrunde 2014 an, wo er bei der 0:2-Niederlage gegen Frankreich als Einwechselspieler für Ogenyi Onazi zu seinem einzigen Turniereinsatz kam. Nach Turnierende war er zeitweise vereinslos, ehe er im Oktober bei Boavista Porto unterkam. Nachdem er ab Sommer 2016 bei AS Trenčín in der Slowakei gespielt hatte, stand er ab März 2017 bei Kuopion PS in der finnischen Veikkausliiga unter Vertrag. Ab dem Sommer 2019 spielte er für verschiedene Klubs in Saudi-Arabien. Zunächst war er beim Najran SC aktiv, anschließend spielte er für den Abha Club, den al-Fayha FC und den Al-Ain FC.